# Jamaica (Queens)

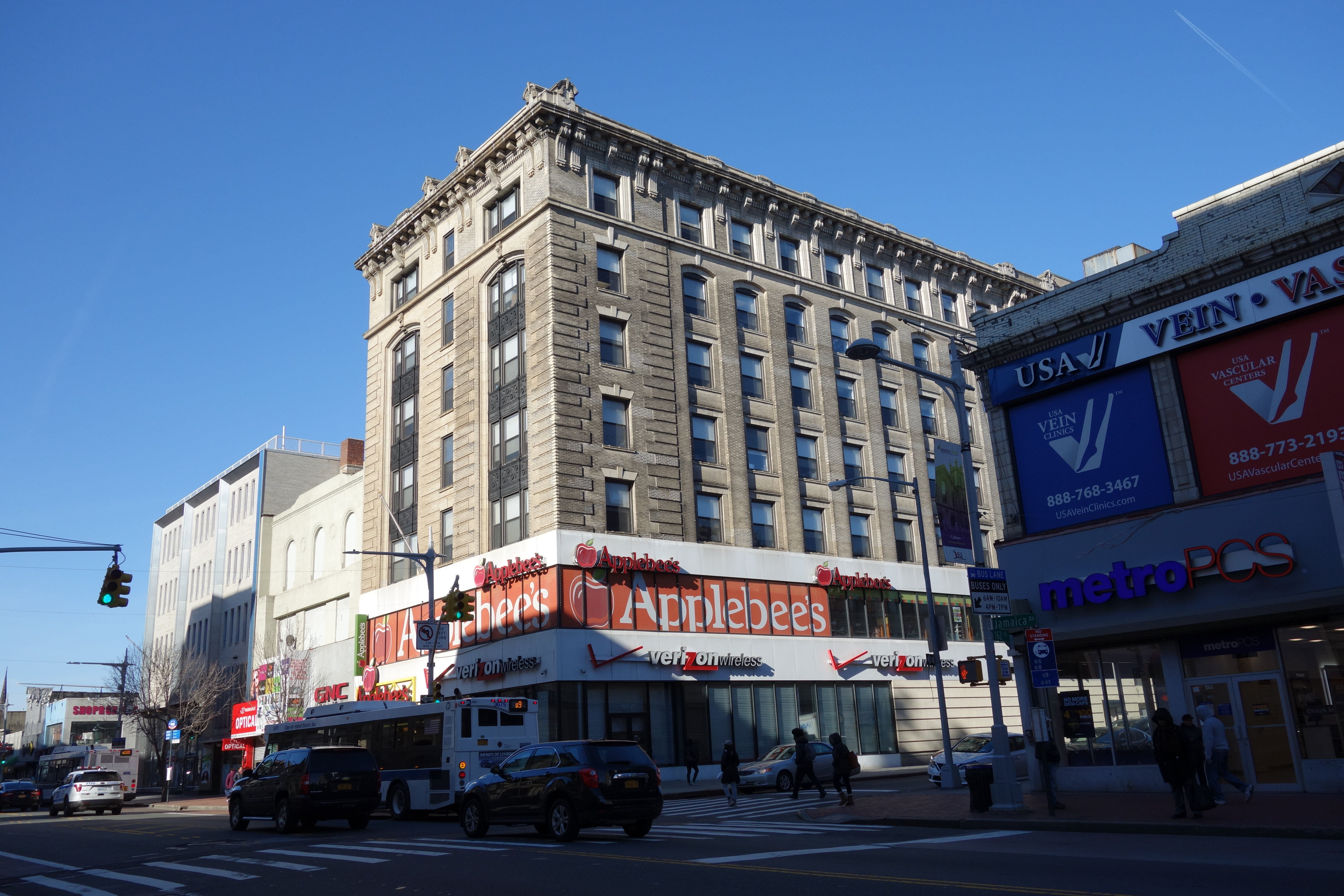
Avenida Unión de Jamaica.

Jamaica es un barrio del borough de Queens en la Ciudad de Nueva York, Nueva York, Estados Unidos. Fue poblada por los neerlandeses en 1656 en Nuevos Países Bajos como Rustdorp. Bajo el dominio británico, la Villa de Jamaica se convirtió en el centro del pueblo de Jamaica. Jamaica fue la sede del condado de Queens en 1683 hasta el 7 de marzo de 1788, cuando la ciudad fue reorganizada por el gobierno estatal y la sede del condado fue trasladada a Mineola (en la actualidad es parte del Condado de Nassau). Cuando Queens se incorporó a la Ciudad de la Gran Nueva York en 1898, tanto el pueblo de Jamaica y la villa de Jamaica, fueron disueltas, pero el barrio de Jamaica, recuperó su papel como sede del condado. El barrio ahora es parte de la Junta Comunitaria de Queens 12. Jamaica es patrullada por los coches de policía de la comisaría 103era del Departamento de Policía de Nueva York (NYPD).

## Educación
El Departamento de Educación de la Ciudad de Nueva York gestiona escuelas públicas.
Escuelas preparatorias:
- August Martin High School
- Thomas A. Edison Vocational and Technical High School
- Hillcrest High School
- Campus Magnet High School (anteriormente la Andrew Jackson High School)
- Jamaica High School
- Queens High School for the Sciences at York College
- Queens Gateway to Health Sciences Secondary School
- High School for Law Enforcement and Public Safety
- The Young Women's Leadership School of Queens
- York Early College Academy

La Biblioteca Pública de Queens gestiona bibliotecas públicas:
- Main Library
- Baisley Park Library
- South Jamaica Library

## Personalidades
Varios famosos han nacido en Jamaica:
- Mario Cuomo (1932-2015), gobernador del estado de Nueva York
- Donald Trump (1946), presidente de los Estados Unidos
- Bob Beamon (1946), atleta
- Scott Ian (1963), guitarrista
- Kool G Rap (1968), rapero
- 50 Cent (1975), rapero
- Lloyd Banks (1982), rapero
- Nicki Minaj (1982)
- Paul Bowles (1910-1999), escritor y compositor